# Riu Xiang
El riu Xiang és el riu principal del sistema de drenatge del llac Dongting del Iang-Tsé mitjà, el riu més gran de la província de Hunan, a la República Popular de la Xina. És el segon afluent més gran (després del riu Min) en termes d'escolament, el cinquè afluent més gran per àrea de drenatge dels afluents del Iang-Tsé. El riu flueix al nord-est per les províncies de Guangxi i Hunan, i els seus afluents arriben a Jiangxi i Guangdong.
Tradicionalment, es considerava que la branca oest (esquerra) és el corrent principal de l'Alt Xiang, que neix a les muntanyes Haiyang entre els comtats de Xing'an i Lingchuan de Guangxi. En el primer cens nacional d'aigua de la Xina el 2011, el riu Xiao (afluent dret), va ser identificat com la font principal de l'Alt Xiang. L'illa Ping de Yongzhou és el punt de trobada dels dos rius, la font oest provinent de Guangxi i la font est del riu Xiao provinent del comtat de Lanshan de Hunan.
Amb els afluents, el Xiang té una àrea de conca fluvial de 94.721 quilòmetres quadrats, dels quals Hunan té una àrea de 85.383 quilòmetres quadrats. Si agafem el naixement a Guangxi, el Xiang té una longitud de 844 quilòmetres; si agafem el naixement a Hunan (riu Xiao com a font principal), el Xiang té una longitud de 948 quilòmetres.